# À la recherche du temps perdu (téléfilm)
Pour les articles homonymes, voir À la recherche du temps perdu (homonymie).
Pour plus de détails, voir Fiche technique et Distribution.
À la recherche du temps perdu est un téléfilm français réalisé par Nina Companeez, diffusé le 9 janvier 2011 sur TSR2 et le 1er février 2011 sur France 2.

## Synopsis
En 1900, le narrateur a 20 ans. Fils unique, il a grandi dans une famille française de la bourgeoisie aisée, entouré par l'amour protecteur et sans limite de sa mère et de sa grand-mère. Après avoir beaucoup souffert de sa rupture d'avec Gilberte Swann, grand amour de son adolescence, il part avec sa grand-mère pour Balbec, en Normandie, afin de respirer l'air marin et se ressourcer.

## Fiche technique
- Réalisateur : Nina Companeez
- Scénario : Nina Companeez, d’après l’œuvre À la recherche du temps perdu de Marcel Proust
- Photographie : Dominique Brabant
- Musique : Bruno Bontempelli
- Montage : Michèle Hollander
- Durée : 230 minutes
- Producteur : Alain Bessaudou, CineMag Bodard
- Dates de première diffusion : 
  - le 9 janvier 2011 et 16 janvier 2011 sur TSR2 ;
  - le 1er février 2011 et 2 février 2011 sur France 2 ;

## Distribution
- Micha Lescot : le narrateur
- Caroline Tillette : Albertine Simonet
- Didier Sandre : Baron de Charlus
- Dominique Blanc : Madame Verdurin
- Éric Ruf : Charles Swann
- Valentine Varela : Oriane de Guermantes
- Bernard Farcy : Basin, duc de Guermantes
- Catherine Samie : la grand-mère du narrateur
- Dominique Valadié : la mère du narrateur
- Roland Copé : Marquis de Norpois
- Jean-Claude Drouot : Elstir
- Andy Gillet : Saint-Loup
- Anne Danais : Françoise
- Marie-Sophie Ferdane : Gilberte
- Michel Fau : Jupien
- Vincent Heden : Morel
- Françoise Bertin : Madame de Villeparisis
- Hervé Pierre : M. Verdurin
- Philippe Morier-Genoud : Cottard
- Laure-Lucille Simon : Andrée
- Arthur Igual : Bloch
- Oleg Ossina : le narrateur enfant
- Angèle Garnier : Gilberte Swann enfant

## Lieux de tournage
- Cabourg (Calvados, Basse-Normandie)